# So Cold
«So Cold» es una canción de la banda estadounidense de metal alternativo Breaking Benjamin. Fue lanzado el 30 de marzo de 2004 como el primer sencillo de su segundo álbum de estudio We Are Not Alone, editado en junio de 2004. A pesar de no haber alcanzado nunca el puesto número uno en la lista de Mainstream Rock, "So Cold" tiene el récord de la mayor cantidad de semanas en la lista con 62 semanas. El sencillo fue certificado Platino por la RIAA el 15 de septiembre de 2015, justo antes de que el álbum debut de la banda, Saturate, fuera certificado Oro. 
Se lanzó una versión re-imaginada el 31 de octubre de 2019 en anticipación de su álbum de 2020, Aurora.

## Antecedentes
La película 28 Days Later fue una inspiración para Benjamin Burnley mientras escribía la canción.
En 2020, Burnley le dijo a Apple Music:

Estaba en Nueva York cuando escribí esa canción, alrededor de 2003. Era invierno, así que hacía mucho frío y estaba totalmente aislado del mundo en un hotel genial en Manhattan que ya no existe. Fue una época un poco solitaria; estaba solo y haciendo lo mejor que podía para escribir este disco. Al principio no pensé que fuera tan genial, pero estaba en un mal momento mental en ese entonces, hace 16 o 18 años. Luego despegó y fue un gran éxito para nosotros. Así que me alegro de haber estado en ese lugar oscuro, porque le debo toda mi carrera.

## Video musical
El videoclip de "So Cold" fue dirigido por Frank Borin. Su historia se desarrolla en el siglo XIX, a juzgar por el estilo de la ropa, y primero muestra a un predicador de pie al borde de un pantano. Luego, la escena cambia a un grupo de personas caminando por un bosque. Se puede ver a un hombre que lleva una gran piedra con el nudo celta Breaking Benjamin. El hombre, que está siendo castigado por la infidelidad hacia su esposa, está encadenado a la piedra durante todo el video y lucha por liberarse de ella. Hacia el final, el grupo de personas llega al pantano donde se encuentra el predicador. El hombre que lleva la piedra camina hacia el pantano y se ahoga. Su esposa aparece con una túnica negra mientras que la mujer con la que lo engañó viste una túnica blanca.
Mientras tanto, la banda se ve a lo largo del video en otra parte del bosque interpretando la canción.

## Posicionamiento en lista
| Lista (2004)                         | Posición |
| ------------------------------------ | -------- |
| Canada Rock Top 30 (Radio & Records) | 16       |
| Estados Unidos (Billboard Hot 100)   | 76       |
| Estados Unidos (Alternative Airplay) | 3        |
| Estados Unidos (Mainstream Rock)     | 2        |